# Лебу
Лебу (ісп. Lebu) — місто і морський порт в Чилі. Адміністративний центр однойменної комуни і провінції Арауко. Населення — 20 838 осіб (2002). Місто і комуна входить до складу провінції Арауко і регіону Біобіо
Територія комуни — 561,4 км². Чисельність населення — 25 767 мешканців (2007). Щільність населення — 45,9 чол./км².

## Етимологія
Назва міста походить від назви річки, мовою індіанців мапуче «Леуфу» — «річка».

## Розташування

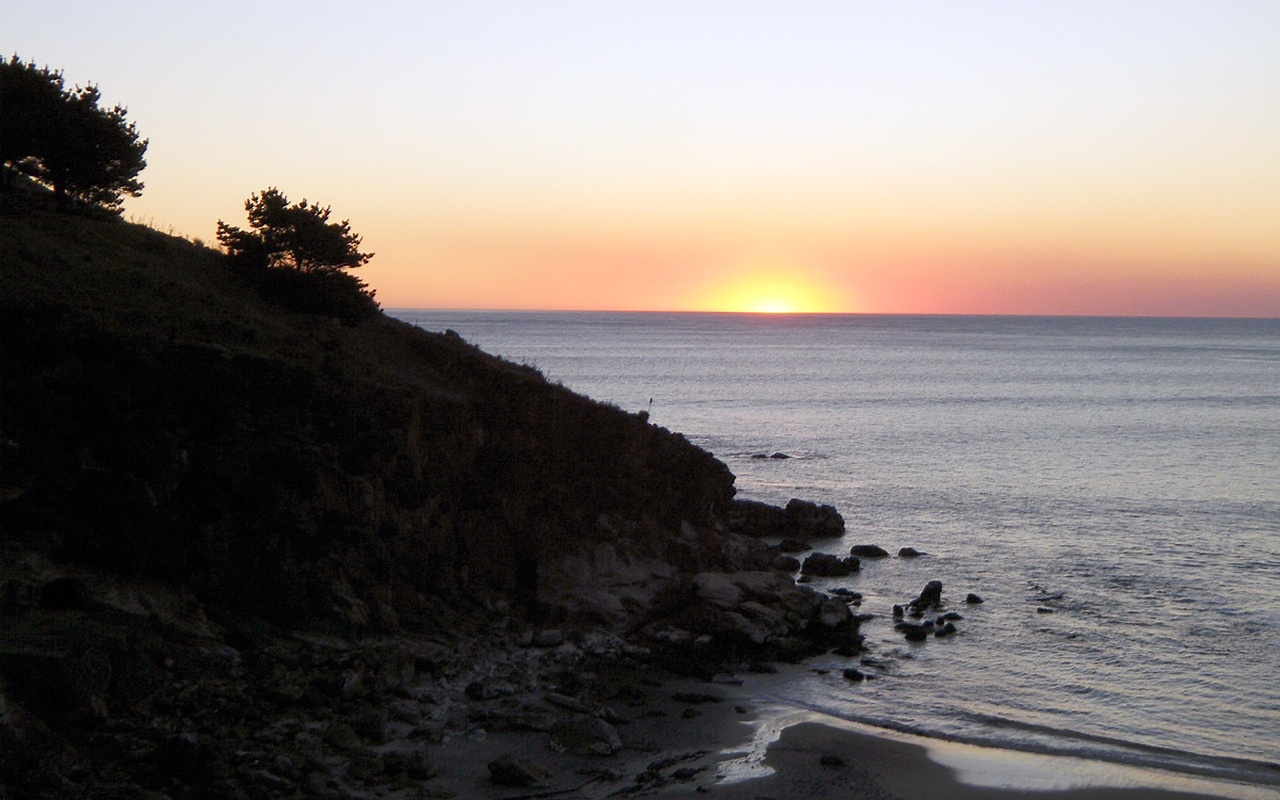
Захід сонця на березі Тихого океану

Місто розташоване за 102 км на південний захід від адміністративного центру області — міста Консепсьйон, на узбережжі Тихого океану, біля гирла річки річки. До складу комуни входить острів Моча, який знаходиться за 92 кілометрах південніше міста. На сході комуна обмежена Береговою Кордильєрою. Клімат морський Середземноморський.
Комуна межує:
- на півночі — з комуною Арауко
- на північному сході — з комуною Куранілауе
- на сході — з комуною Лос-Аламос.

## Історія
Місто засноване 8 жовтня 1862 року, відразу після початку окупації Арауканії чилійським урядом. Місто залучило мешканців сіл, розкиданих у долині річки Лебу. Пізніше у місті осіла значна кількість європейських мігрантів: басків, англійців та французів.

## Демографія
Згідно з даними, зібраними під час перепису Національним інститутом статистики, населення комуни становить 25 767 осіб, з яких 12 725 чоловіків та 13 042 жінки.
Населення комуни становить 1,3 % від загальної чисельності населення регіону Біобіо. 11,25 % належить до сільського населення та 88,75 % — міське населення.

### Найважливіші населені пункти комуни
- Лебу (місто) — 20 838 осіб
- Санта-Роса (селище) — 1153 осіб